# Praag-Dolní Chabry
Praag-Dolní Chabry (Tsjechisch: Praha-Dolní Chabry) is een gemeentelijk district van de Tsjechische hoofdstad Praag die samenvalt met Dolní Chabry, een voorstadje van Praag aan de noordoostkant van de stad. Het district is onderdeel van het administratieve district Praag 8.
Dolní Chabry is sinds het jaar 1968 onderdeel van de gemeente Praag. Het grenst in het oosten aan Praag-Breziněves en Praag-Ďáblice en in het zuiden aan het gemeentelijke district Praag 8. Ten westen en noorden van het district ligt de gemeentegrens van Praag. Aan de andere zijde van de grens ligt de gemeente Zdiby.
Praag 1 · Praag 2 · Praag 3 · Praag 4 · Praag-Kunratice · Praag 5 · Praag-Slivenec · Praag 6 · Praag-Lysolaje · Praag-Nebušice · Praag-Přední Kopanina · Praag-Suchdol · Praag 7 · Praag-Troja · Praag 8 · Praag-Březiněves · Praag-Ďáblice · Praag-Dolní Chabry · Praag 9 · Praag 10 · Praag 11 · Praag-Křeslice · Praag-Šeberov · Praag-Újezd · Praag 12 · Praag-Libuš · Praag 13 · Praag-Řeporyje · Praag 14 · Praag-Dolní Počernice · Praag 15 · Praag-Dolní Měcholupy · Praag-Dubeč · Praag-Petrovice · Praag-Štěrboholy · Praag 16-Radotín · Praag-Lipence · Praag-Lochkov · Praag-Velká Chuchle · Praag-Zbraslav · Praag 17-Řepy · Praag-Zličín · Praag 18-Letňany · Praag 19-Kbely · Praag-Čakovice · Praag-Satalice · Praag-Vinoř · Praag 20-Horní Počernice · Praag 21-Újezd nad Lesy · Praag-Běchovice · Praag-Klánovice · Praag-Koloděje · Praag 22-Uhříněves · Praag-Benice · Praag-Kolovraty · Praag-Královice · Praag-Nedvězí